# Katherena Vermette
Pour les articles homonymes, voir Vermette.
Katherena Vermette, née le 29 janvier 1977 , est une écrivaine canadienne d'origine métisse, originaire de Winnipeg, au Manitoba.
Son recueil de poésie North End Love Songs lui vaut de remporter le prix du Gouverneur général pour la poésie de langue anglaise en 2013.

## Biographie
Katherena Vermette, née d’un père métis et d'une mère mennonite,, grandit dans le quartier North End de Winnipeg, au Manitoba. Ce quartier se distingue par une population autochtone relativement élevée (environ 25 %), principalement composée de membres des Premières Nations et de Métis. Dans une entrevue accordée à CBC Radio, elle décrit son enfance comme n’ayant pas été « idyllique ». Pour elle, grandir dans le North End signifie être témoin d’injustices et de préjugés dès le plus jeune âge.
Une expérience particulièrement douloureuse marque son adolescence : à l'âge de 14 ans, elle perd son frère aîné, Donovan, âgé de 18 ans. Ce dernier disparaît pendant six mois avant d'être retrouvé mort,. Elle affirme que la combinaison du jeune âge de Donovan, des circonstances entourant sa disparition (il était dans un bar avec des amis) et de son identité Cris ont conduit à une couverture médiatique insuffisante de sa disparition. Elle cite l’apathie de sa communauté et des médias face à la disparition de son frère comme étant à l’origine de sa prise de conscience de la discrimination exercée par les colons canadiens à l’encontre des peuples autochtones.
Détentrice d'une maîtrise en création littéraire de l'Université de la Colombie-Britannique, Katherena Vermette est également connue pour son engagement envers la défense des droits des peuples autochtones au Canada.
Son recueil de poésie North End Love Songs lui vaut de remporter le prix du Gouverneur général pour la poésie de langue anglaise en 2013.

## Documentaire
En 2015, Katherena Vermette coréalise avec Erika MacPherson le documentaire de 20 minutes Cette rivière (This River), produit par l'Office national du film du Canada (ONF). Ce film poignant aborde la difficile réalité des familles autochtones canadiennes à la recherche de leurs proches disparus. Inspiré en partie par son expérience personnelle, le film est salué par la critique et reçoit le prix Coup de cœur du jury 2016 au festival Présence autochtone de Montréal. Le film est présenté en grande première à Winnipeg, sa ville natale, le 5 octobre au Musée des beaux arts de Winnipeg, et est couronné meilleur court métrage documentaire lors de la 5e édition des prix Écrans canadiens.
Parallèlement à ce projet cinématographique, Katherena Vermette et Alicia Smith, productrice à l'ONF, ont créé What Brings Us Here, une œuvre connexe diffusée sur Instagram. Cette initiative accompagne Cette rivière en présentant des portraits de bénévoles des équipes de recherche communautaires de Winnipeg, notamment le Bear Clan et Drag the Red (en).

## Œuvres
- North End Love Songs (2012, poésie)

- The Seven Teachings Stories (2015, jeunesse)
- The Break (2016, roman)[8]

- Pemmican Wars (2017, roman graphique)
- River Woman (2018, poésie)
- The Girl and the Wolf (2019, jeunesse)
- The Strangers (2021, roman)

- The Circle (2023, roman)
- Real Ones (2024, roman)

## Prix
- Prix du Gouverneur général : poésie de langue anglaise pour North End Love Songs en 2013

### Source de la traduction
- (en) Cet article est partiellement ou en totalité issu de l’article de Wikipédia en anglais intitulé « Katherena Vermette » (voir la liste des auteurs).